# Делавэр Блю Коатс
Делавэр Блю Коатс (англ. Delaware Blue Coats) — американский профессиональный баскетбольный клуб, выступающий в Восточной конференции Атлантическом дивизионе Лиги развития НБА. Команда была основана в 2007 году под названием «Юта Флэш» и была фарм-клубом «Юты Джаз». В апреле 2013 года команда переехала в Ньюарк (штат Делавэр), став фарм-клубом «Филадельфии Севенти Сиксерс», и сменила название на «Делавэр Эйти Севенерс». В конце 2018 года клуб переехал в только что построенный спортивный комплекс «Севенти Сиксерс-филдхаус» и сменил название на «Делавэр Блю Коатс».
6 апреля 2023 года «Блю Коатс» впервые в истории франшизы стал чемпионом Джи-Лиги НБА.

## Статистика сезонов
| Сезон                     | Дивизион                  | Регулярный сезон          | Регулярный сезон | Регулярный сезон | Регулярный сезон | Плей-офф |
| Сезон                     | Дивизион                  | Место                     | В                | П                | В%               | Плей-офф |
| ------------------------- | ------------------------- | ------------------------- | ---------------- | ---------------- | ---------------- | --- |
| Юта Флэш                  |                           |                           |                  |                  |                  | |
| 2007-08                   | Западный                  | 3-е                       | 24               | 26               | 48,0             | |
| 2008-09                   | Западный                  | 1-е                       | 32               | 18               | 64,0             | Выигрыш 1-го раунда (Бейкерсфилд) 94-81 Выигрыш полуфинала (Дакота) 103-93 Проигрыш финала Д-Лиги (Колорадо) 2-0                                                                |
| 2009-10                   | Западный                  | 4-е                       | 28               | 22               | 56,0             | Проигрыш 1-го раунда (Айова) 2-1 |
| 2010-11                   | Западный                  | 5-е                       | 28               | 22               | 56,0             | Проигрыш 1-го раунда (Айова) 2-1 |
| Делавэр Эйти Севенерс     |                           |                           |                  |                  |                  | |
| 2013-14                   | Восточный                 | 6-е                       | 12               | 38               | 24,0             | |
| 2014-15                   | Атлантический             | 4-е                       | 20               | 30               | 40,0             | |
| 2015-16                   | Атлантический             | 4-е                       | 21               | 29               | 42,0             | |
| 2016-17                   | Атлантический             | 2-е                       | 26               | 24               | 52,0             | |
| 2017-18                   | Атлантический             | 4-е                       | 16               | 34               | 32,0             | |
| Делавэр Блю Коатс         |                           |                           |                  |                  |                  | |
| 2018-19                   | Атлантический             | 4-е                       | 21               | 29               | 42,0             | |
| 2019-20                   | Атлантический             | 4-е                       | 22               | 21               | 51,2             | Сезон отменен из-за пандемии COVID-19 |
| 2020-21                   | Атлантический             | 4-е                       | 10               | 5                | 66,7             | Выигрыш четвертьфинала (Остин Спёрс) 124-103 Выигрыш полуфинала (Рэпторс 905) 127-100 Проигрыш финала Джи-Лиги (Лейкленд) 78-97                                                 |
| 2021-22                   | Восточный                 | 3-е                       | 22               | 10               | 68,8             | Выигрыш четвертьфинала (Лонг-Айленд) 124-103 Выигрыш полуфинала (Мотор-Сити) 124-116 Выигрыш финала конференции (Рэпторс 905) 143-139 Проигрыш финала Джи-Лиги (Рио-Гранде) 0-2 |
| 2022-23                   | Восточный                 | 2-е                       | 20               | 12               | 62,5             | Выигрыш полуфинала (Кэпитал Сити) 104-99 Выигрыш финала конференции (Лонг-Айленд) 108-94 Выигрыш финала Джи-Лиги (Рио-Гранде) 2-0                                               |
| Всего в регулярном сезоне | Всего в регулярном сезоне | Всего в регулярном сезоне | 282              | 308              | 47,8             | 2007—настоящее время |
| Всего в плей-офф          | Всего в плей-офф          | Всего в плей-офф          | 9                | 9                | 50,0             | 2007—настоящее время |

## Связь с клубами НБА

Логотип команды с 2013 по 2018 год

### Является фарм-клубом
- Филадельфия Севенти Сиксерс (2013—н. в.)

### В прошлом был фарм-клубом
- Юта Джаз (2007—2011)
- Бостон Селтикс (2007—2009)
- Атланта Хокс (2009—2011)